# فوران آتشفشانی جزیره سفید (۲۰۱۹)
فوران آتشفشانی جزیره سفید یک فوران انفجاری در جزیره سفید نیوزیلند است که در ساعت ۱۴:۱۱ روز ۹ دسامبر ۲۰۱۹ به وقت محلی رخ داد. این فوران آتشفشانی همراه با خروج گاز و بخارهای آتشفشانی بود که منجر به انفجار و پرتاب صخره‌ها و گدازه‌ها در هوا شد.
در آن زمان ۴۷ نفر در نزدیکی جزیره بودند که شش مورد جان باختند و دست کم ۹ نفر ناپدید شدند و دیگر افراد مجروح گشتند که حال ۲۵ مورد از آنها بحرانی گزارش شده است.